# Diócesis de Wukari
La diócesis de Wukari (en inglés: Roman Catholic Diocese of Wukari) es una circunscripción eclesiástica de la Iglesia católica en Nigeria. Se trata de una diócesis latina, sufragánea de la arquidiócesis de Jos. Desde el 14 de diciembre de 2022 su obispo es Mark Maigida Nzukwein.

## Territorio y organización
La diócesis extiende su jurisdicción sobre los fieles católicos de rito latino residentes en parte del estado de Taraba.
La sede de la diócesis se encuentra en la ciudad de Wukari, en donde se halla la Catedral de Santa María.

## Historia
La diócesis fue erigida el 14 de diciembre de 2022 por el papa Francisco, obteniendo el territorio de la diócesis de Jalingo.

## Episcopologio
- Mark Maigida Nzukwein, desde el 14 de diciembre de 2022